# Euctemó (cràter)

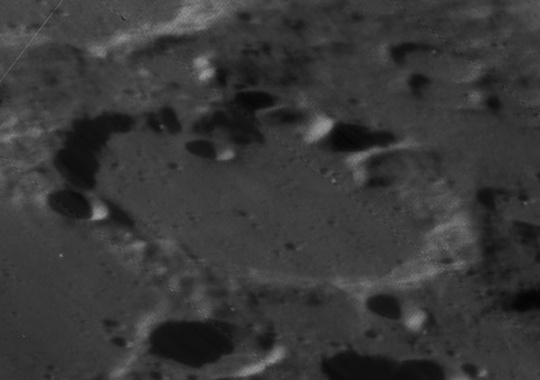
Fotografia de la missió Lunar Orbiter 4 (1967)

Euctemó és un cràter d'impacte que es troba en l'hemisferi nord de la Lluna, en el costat nord-oest del brocal del cràter Baillaud. Al sud-oest d'Euctemó apareix la gran plana emmurallada del cràter Metó, i al nord-nord-est es troba el cràter De Sitter. A causa de la seva ubicació, Euctemó apareix en escorç vist des de la Terra.

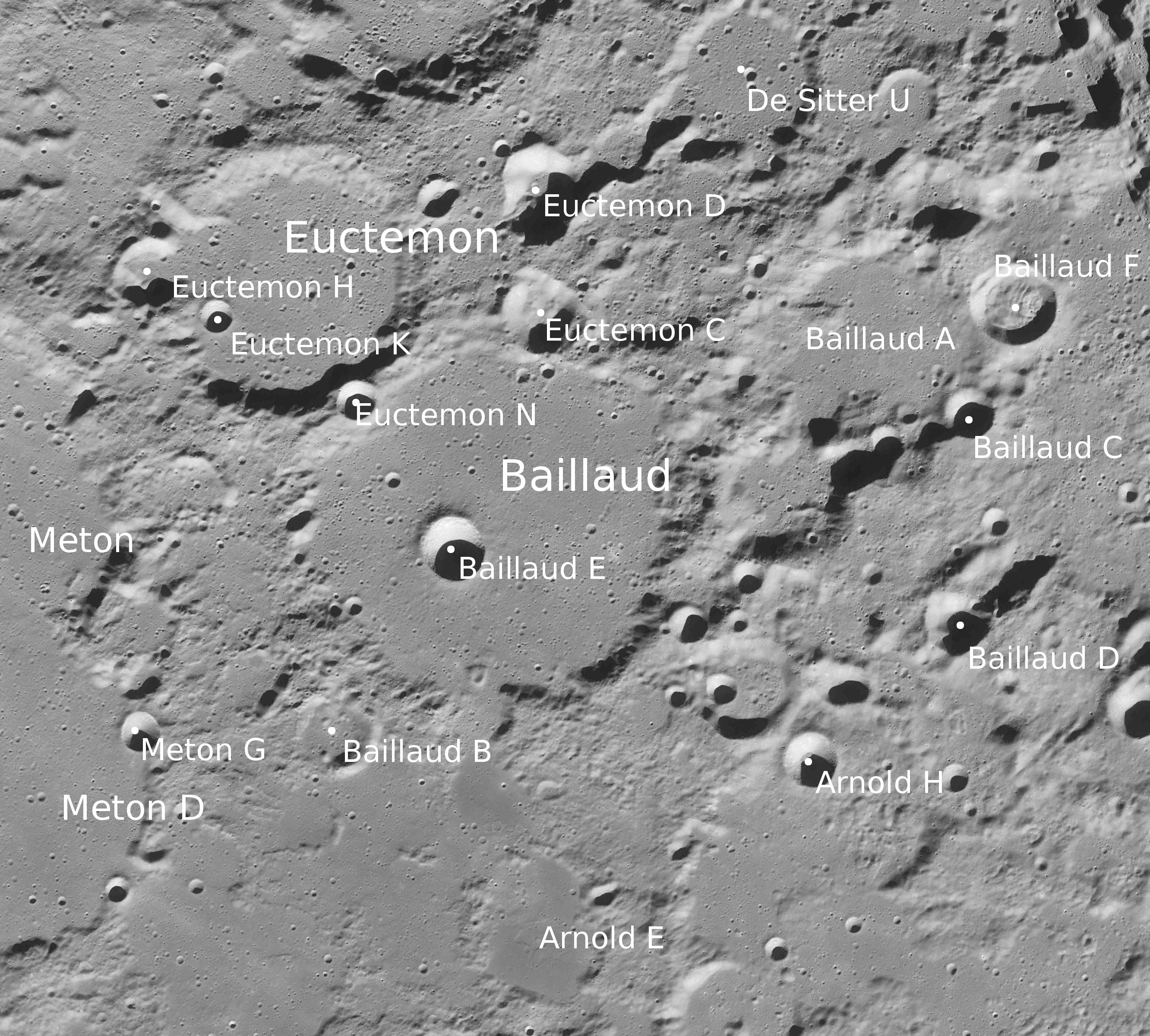
Localització d'Euctemó.
Fotografia de la missió Lunar Reconnaissance Orbiter

El pis interior d'aquest cràter s'ha regenerat temps després de la formació original del cràter, deixant-lo gairebé a nivell, sense trets destacables; quedant el cràter reduït a una plana envoltada per la vora exterior desgastada. Aquest sòl està marcat solament per una sèrie de petits cràters. Euctemó K apareix prop de la paret interna del costat sud-oest. Un petit cràter talla la vora occidental, i s'ha unit amb el cràter principal mitjançant una escletxa en la seva vora oriental. Els dos cràters ara comparteixen el mateix fons. Just al nord es troba un altre petit cràter, Euctemó H, que ara forma una àmplia esquerda a través del brocal. Al llarg de la cresta que separa Euctemó de Baillaud s'alça el petit cràter Euctemó N.

## Cràters satèl·lit
Per convenció aquests elements són identificats en els mapes lunars posant la lletra en el costat del punt mitjà del cràter que està més prop de Euctemon.
|         | \| Euctemó \| Coordenades \| Diàmetre \| \| ------- \| ------------------------------------ \| -------- \| \| C \| 76° 12′ N, 38° 54′ E / 76.2°N,38.9°E \| 20 km \| \| D \| 77° 06′ N, 39° 12′ E / 77.1°N,39.2°E \| 20 km \| \| H \| 76° 18′ N, 26° 36′ E / 76.3°N,26.6°E \| 16 km \| \| K \| 75° 54′ N, 28° 24′ E / 75.9°N,28.4°E \| 7 km \| \| N \| 75° 30′ N, 33° 06′ E / 75.5°N,33.1°E \| 8 km \| |          |
| Euctemó | Coordenades | Diàmetre |
| C       | 76° 12′ N, 38° 54′ E / 76.2°N,38.9°E | 20 km    |
| D       | 77° 06′ N, 39° 12′ E / 77.1°N,39.2°E | 20 km    |
| H       | 76° 18′ N, 26° 36′ E / 76.3°N,26.6°E | 16 km    |
| K       | 75° 54′ N, 28° 24′ E / 75.9°N,28.4°E | 7 km     |
| N       | 75° 30′ N, 33° 06′ E / 75.5°N,33.1°E | 8 km     |